# Stereodon turfaceus
Stereodon turfaceus là một loài Rêu trong họ Hypnaceae. Loài này được (Lindb.) Mitt. mô tả khoa học đầu tiên năm 1864.